# Liste der Stolpersteine in Leer

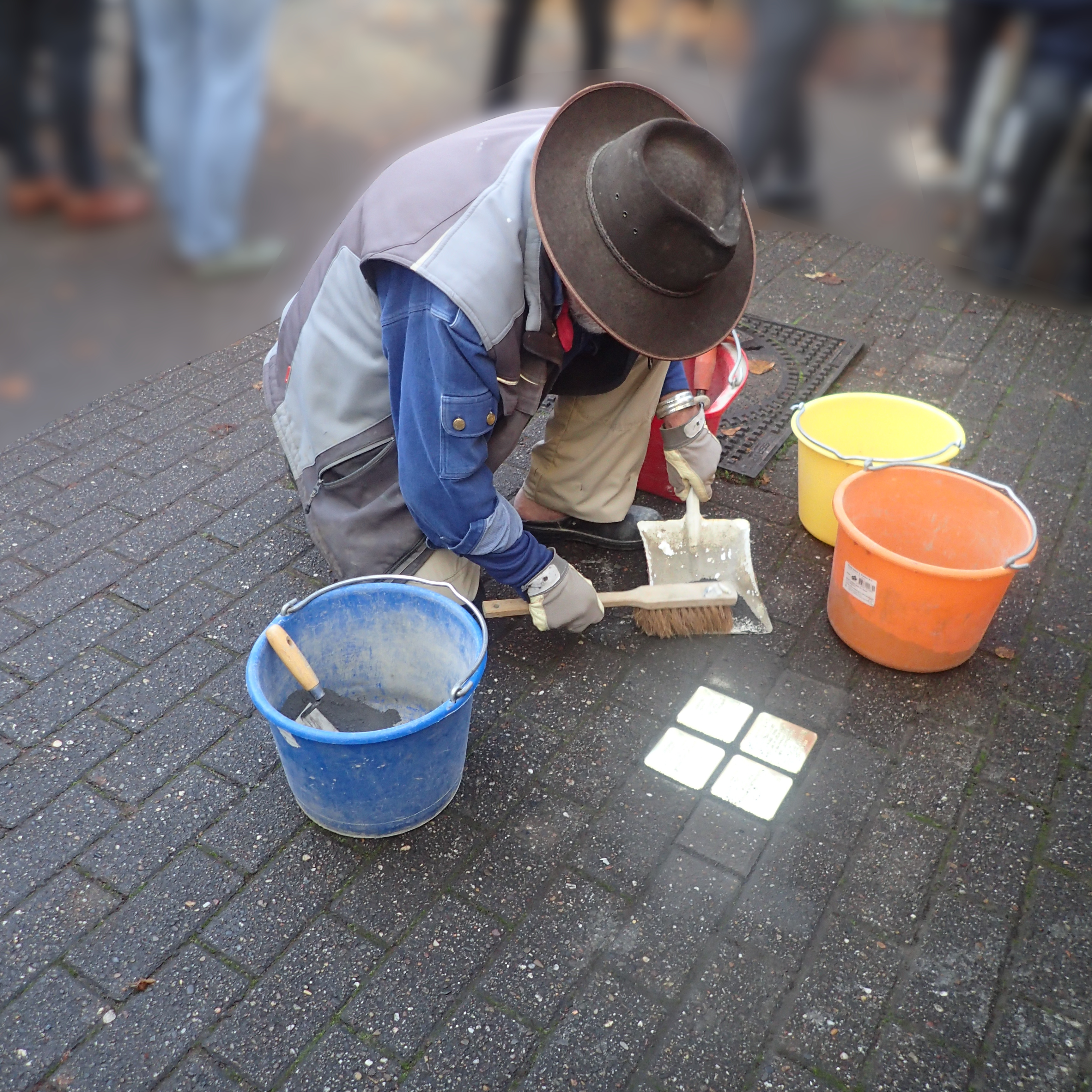
Gunter Demnig verlegt in der Bremer Straße Stolpersteine.

Die Liste der Stolpersteine in Leer enthält alle Stolpersteine, die im Rahmen des gleichnamigen Projekts von Gunter Demnig in Leer verlegt wurden. Insgesamt sind es bislang 52. Mit ihnen soll an Opfer des Nationalsozialismus erinnert werden, die in Leer lebten und wirkten.
Die erste Verlegung fand am 22. Oktober 2022 auf Initiative von Albrecht Weinberg statt. Der heute 100-jährige überlebte Zwangsarbeit, Auschwitz, Bergen-Belsen und zwei Todesmärsche. Alle Stolpersteine der ersten Verlegung betreffen Verwandte von Albrecht Weinberg. Für den Holocaustüberlebenden und seine Familie wurden bereits 2011 in Rhauderfehn Stolpersteine verlegt (siehe Liste der Stolpersteine in Rhauderfehn).
Am 5. März 2023 wurden in Leer weitere 17 Stolpersteine verlegt. Bei den Verlegungen in Leer verlasen Schüler von verschiedenen Leeraner Schulen die Biographien der Menschen.
Am 1. und 2. Juni 2024 wurden bei der dritten Verlegung 20 Stolpersteine in Leer verlegt.

## Verlegte Stolpersteine
| Bild                                            | Person, Inschrift | Adresse                 | Verlege- datum | weitere Informationen |
| ----------------------------------------------- | --- | ----------------------- | -------------- | --------------------- |
| Stolperstein für Alfred Cohen                   | Hier wohnte Alfred Cohen Jg. 1925 Flucht 1937 Holland versteckt überlebt                                                                                                 | Bremer Straße 70 ·      | 22. Okt. 2022  |                       |
| Stolperstein für Resi Samson geb Cohen          | Hier wohnte Resi Samson geb Cohen Jg. 1918 Flucht 1937 Holland versteckt überlebt                                                                                        | Bremer Straße 70 ·      | 22. Okt. 2022  |                       |
| Stolperstein für Frieda Cohen                   | Hier wohnte Frieda Cohen Jg. 1914 Flucht 1937 Holland tot 2. Juni 1941 Emmen                                                                                             | Bremer Straße 70 ·      | 22. Okt. 2022  |                       |
| Stolperstein für Daniel ‘Dago’ Cohen            | Hier wohnte Daniel ‘Dago’ Cohen Jg. 1914 Flucht 1937 Holland versteckt überlebt                                                                                          | Bremer Straße 70 ·      | 22. Okt. 2022  |                       |
| Stolperstein für Marie Cohen geb.Grünberg       | Hier wohnte Marie Cohen geb. Grünberg Jg. 1879 Flucht 1937 Holland versteckt überlebt                                                                                    | Bremer Straße 70 ·      | 22. Okt. 2022  |                       |
| Stolperstein für Willij D. Cohen                | Hier wohnte Willij D. Cohen Jg. 1884 Flucht 1937 Holland verhaftet 1940 rückgeführt 1942 Zuchthaus Celle deportiert 1943 Auschwitz ermordet 23. 5. 1943                  | Bremer Straße 70 ·      | 22. Okt. 2022  |                       |
| Stolperstein für August Grünberg                | Hier wohnte August Grünberg Jg. 1926 unfreiwillig verzogen 1940 Essen deportiert 1941 Minsk ermordet                                                                     | Bremer Straße 14a ·     | 22. Okt. 2022  |                       |
| Stolperstein für Frauke Grünberg                | Hier wohnte Frauke Grünberg Jg. 1923 unfreiwillig verzogen 1940 Essen deportiert 1941 Minsk ermordet                                                                     | Bremer Straße 14a ·     | 22. Okt. 2022  |                       |
| Stolperstein für Henni Grünberg geb. Schaap     | Hier wohnte Henni Grünberg geb. Schaap Jg. 1895 unfreiwillig verzogen 1940 Essen deportiert 1941 Minsk ermordet                                                          | Bremer Straße 14a ·     | 22. Okt. 2022  |                       |
| Stolperstein für Wilhelm Grünberg               | Hier wohnte Wilhelm Grünberg Jg. 1891 ‘Schutzhaft’ 1938 Sachsenhausen unfreiwillig verzogen 1940 Essen deportiert 1941 Minsk ermordet                                    | Bremer Straße 14a ·     | 22. Okt. 2022  |                       |
| Stolperstein für Joseph P. Grünberg             | Hier wohnte Joseph P. Grünberg Jg. 1883 ‘Schutzhaft’ 1938 unfreiwillig verzogen 1940 Essen deportiert 1941 Minsk ermordet                                                | Reimersstraße 6 ·       | 22. Okt. 2022  |                       |
| Stolperstein für Elfriede Grünberg              | Hier wohnte Elfriede Grünberg Jg. 1927 unfreiwillig verzogen 1940 Essen deportiert 1941 Minsk ermordet                                                                   | Reimersstraße 6 ·       | 22. Okt. 2022  |                       |
| Stolperstein für Ruth Grünberg                  | Hier wohnte Ruth Grünberg Jg. 1923 unfreiwillig verzogen 1940 Essen deportiert 1941 Minsk ermordet                                                                       | Reimersstraße 6 ·       | 22. Okt. 2022  |                       |
| Stolperstein für Arthur Grünberg                | Hier wohnte Arthur Grünberg Jg. 1920 Flucht 1939 England durch Hilfsorganisation in Berlin                                                                               | Reimersstraße 6 ·       | 22. Okt. 2022  |                       |
| Stolperstein für Angelica Grünberg geb. Schaap  | Hier wohnte Angelica Grünberg geb. Schaap Jg. 1890 unfreiwillig verzogen 1940 Essen deportiert 1941 Minsk ermordet                                                       | Reimersstraße 6 ·       | 22. Okt. 2022  |                       |
| Stolperstein für Ernst Vorzanger                | Hier wohnte Ernst Vorzanger Jg. 19 gedemütigt / entrechtet Flucht in den Tod 5.11.1935                                                                                   | Heisfelder Straße 14 ·  | 5. März 2023   |                       |
| Stolperstein für Meyer Vorzanger                | Hier wohnte Meyer 'Moritz' Vorzanger Jg. 1875 medizinische Behandlung verweigert, tot 6.12.1936 Leer                                                                     | Heisfelder Straße 14 ·  | 5. März 2023   |                       |
| Stolperstein für Ida Vorzanger geb. Rose        | Hier wohnte Ida Vorzanger geb. Rose Jg. 1873 unfreiwillig verzogen 1939 Hannover deportiert 1941 Ghetto Riga ermordet                                                    | Heisfelder Straße 14 ·  | 5. März 2023   |                       |
| Stolperstein für Isaak Moses Rosenboom          | Hier wohnte Isaak Moses Rosenboom Jg. 1876 unfreiwillig verzogen 1940 Wolfenbüttel deportiert 1942 Ghetto Warschau ermordet                                              | Heisfelder Straße 15 ·  | 5. März 2023   |                       |
| Stolperstein für Adele Rosenboom geb. Rosenboom | Hier wohnte Adele Rosenboom geb. Rosenboom Jg. 1906 unfreiwillig verzogen 1940 Wolfenbüttel deportiert 1942 Ghetto Warschau ermordet                                     | Heisfelder Straße 15 ·  | 5. März 2023   |                       |
| Stolperstein für Moses Rosenboom                | Hier wohnte Moses Rosenboom Jg. 1906 unfreiwillig verzogen 1940 Wolfenbüttel deportiert 1942 Ghetto Warschau ermordet                                                    | Heisfelder Straße 15 ·  | 5. März 2023   |                       |
| Stolperstein für Auguste Rosenboom              | Hier wohnte Auguste Rosenboom Jg. 1874 unfreiwillig verzogen 1940 Wolfenbüttel deportiert 1942 Ghetto Warschau ermordet                                                  | Heisfelder Straße 23 ·  | 5. März 2023   |                       |
| Stolperstein für Sara Rosenboom                 | Hier wohnte Sara Rosenboom Jg. 1879 Flucht 1938 Holland interniert Westerbork deportiert 1942 Auschwitz ermordet 23.11.1942                                              | Heisfelder Straße 23 ·  | 5. März 2023   |                       |
| Stolperstein für Joseph Wolffs                  | Hier wohnte Joseph Wolffs Jg. 1880 'Schutzhaft’ 1938 Sachsenhausen unfreiwillig verzogen 1940 Berlin deportiert 1942 Riga ermordet 8.9.1942                              | Heisfelder Straße 44 ·  | 5. März 2023   |                       |
| Stolperstein für Ida Wolffs geb. Dannenberg     | Hier wohnte Ida Wolffs geb. Dannenberg Jg. 1875 unfreiwillig verzogen 1940 Berlin deportiert 1942 Riga ermordet 8.9.1942                                                 | Heisfelder Straße 44 ·  | 5. März 2023   |                       |
| Stolperstein für Werner Wolffs                  | Hier wohnte Werner Wolffs Jg. 1911 Flucht 1933 Palästina | Heisfelder Straße 44 ·  | 5. März 2023   |                       |
| Stolperstein für Ruth Wolffs                    | Hier wohnte Ruth Wolffs Jg. 1912 Flucht 1935 Holland 1936 Palästina | Heisfelder Straße 44 ·  | 5. März 2023   |                       |
| Stolperstein für Seligmann Hirschberg           | Hier wohnte Seligmann Hirschberg Jg. 1894 'Schutzhaft' 1938 Sachsenhausen, unfreiwillig verzogen 1940 Frankfurt/M deportiert 1942 Theresienstadt 1944 Auschwitz ermordet | Ubbo-Emmius-Straße 12 · | 5. März 2023   |                       |
| Stolperstein für Goldina Hirschberg geb. Amram  | Hier wohnte Goldina Hirschberg geb. Amram Jg. 1894 unfreiwillig verzogen 1940 Frankfurt/M deportiert 1942 Theresienstadt 1944 Auschwitz ermordet                         | Ubbo-Emmius-Straße 12 · | 5. März 2023   |                       |
| Stolperstein für Hermann Michael Hirschberg     | Hier wohnte Hermann Michael Hirschberg Jg. 1926 Flucht 1939 Palästina | Ubbo-Emmius-Straße 12 · | 5. März 2023   |                       |
| Stolperstein für Walter Benjamin Hirschberg     | Hier wohnte Walter Benjamin Hirschberg Jg. 1921 Flucht 1939 England | Ubbo-Emmius-Straße 12 · | 5. März 2023   |                       |
| Stolperstein für Hermann Rosemann               | Hier wohnte Hermann Rosemann Jg. 1890, unfreiwillig verzogen Berlin deportiert 1941 Łodz/Litzmannstadt 1942 Chelmno/Kulmhof ermordet                                     | Ubbo-Emmius-Straße 12 · | 5. März 2023   |                       |
| Stolperstein für Walter Menkel                  | Hier wohnte Walter Menkel Jg. 1890 'Schutzhaft' 1938 KZ Buchenwald unfreiwillig verzogen 1940 Bremen deportiert 1941 Ghetto Minsk ermordet 28.7.1942                     | Hohe Loga 14 ·          | 1. Juni 2024   |                       |
| Stolperstein für Rosa 'Röschen' Menkel          | Hier wohnte Rosa 'Röschen' Menkel geb. Roseboom Jg. 1895 unfreiwillig verzogen 1940 Bremen deportiert 1941 Ghetto Minsk ermordet 28.7.1942                               | Hohe Loga 14 ·          | 1. Juni 2024   |                       |
| Stolperstein für Kurt Menkel                    | Hier wohnte Kurt Menkel Jg. 1920 'Schutzhaft' 1938 KZ Sachsenhausen unfreiwillig verzogen 1940 Bremen deportiert 1941 Ghetto Minsk ermordet                              | Hohe Loga 14 ·          | 1. Juni 2024   |                       |
| Stolperstein für Heinz Menkel                   | Hier wohnte Heinz Menkel Jg. 1923 deportiert 1941 Ghetto Minsk KZ Płaszow 1944 KZ Flossenbürg Todesmarsch 1945 KZ Dachau befreit                                         | Hohe Loga 14 ·          | 1. Juni 2024   |                       |
| Stolperstein für Marie de Vries                 | Hier wohnte Marie de Vries geb. Roseboom Jg. 1897 Flucht 1935 Holland versteckt überlebt                                                                                 | Hohe Loga 14 ·          | 1. Juni 2024   |                       |
| Stolperstein für Siegmund de Vries              | Hier wohnte Siegmund de Vries Jg. 1895 Flucht 1935 Holland interniert 1942 Amersfoort deportiert Auschwitz ermordet 25.8.1942                                            | Hohe Loga 14 ·          | 1. Juni 2024   |                       |
| Stolperstein für Elsbeth de Vries               | Hier wohnte Elsbeth de Vries Jg. 1929 Flucht 1935 Holland interniert Westerbork deportiert 1943 Auschwitz ermordet 19.11.1943                                            | Hohe Loga 14 ·          | 1. Juni 2024   |                       |
| Stolperstein für Jonas de Vries                 | Hier wohnte Jonas de Vries Jg. 1880 'Schutzhaft ' 1938 KZ Sachsenhausen unfreiwillig verzogen 1940 Berlin deportiert 1943 Auschwitz ermordet                             | Mühlenstraße 98 ·       | 2. Juni 2024   |                       |
| Stolperstein für Bertha de Vries geb. Wolffs    | Hier wohnte Bertha de Vries geb. Wolffs Jg. 1885 unfreiwillig verzogen 1940 Berlin deportiert 1943 Auschwitz ermordet                                                    | Mühlenstraße 98 ·       | 2. Juni 2024   |                       |
| Stolperstein für Elisa de Vries                 | Hier wohnte Elisa de Vries Jg. 1929 unfreiwillig verzogen 1940 Berlin deportiert 1943 Auschwitz ermordet                                                                 | Mühlenstraße 98 ·       | 2. Juni 2024   |                       |
| Stolperstein für Sicilia de Vries               | Hier wohnte Sicilia de Vries Jg. 1922 unfreiwillig verzogen 1940 Berlin deportiert 1943 Auschwitz ermordet                                                               | Mühlenstraße 98 ·       | 2. Juni 2024   |                       |
| Stolperstein für Geertje Mindus geb. de Levie   | Hier wohnte Geertje Levie geb. de Levie Jg. 1862 deportiert 1942 Lodz/Litzmannstadt ermordet 17.1.1942                                                                   | Roter Weg 24 ·          | 1. Juni 2024   |                       |
| Stolperstein für Max Mindus                     | Hier wohnte Max Mindus Jg. 1895 unfreiwillig verzogen 1940 Berlin deportiert 1942 / Theresienstadt befreit                                                               | Roter Weg 24 ·          | 1. Juni 2024   |                       |
| Stolperstein für Selma Mindus geb. Poli         | Hier wohnte Selma Mindus geb. Poli Jg. 1897 unfreiwillig verzogen 1940 Berlin deportiert 1942 / Theresienstadt befreit                                                   | Roter Weg 24 ·          | 1. Juni 2024   |                       |
| Stolperstein für Esther Benjamin geb. de Levie  | Hier wohnte Esther Levie geb. de Levie Jg. 1866 Flucht 1939 Holland interniert Westerbork deportiert 1944 Theresienstadt ermordet 18.11.1944                             | Hohe Loga 34 ·          | 1. Juni 2024   |                       |
| Stolperstein für Sophie Benjamin                | Hier wohnte Sophie Benjamin Jg. 1894 Flucht 1939 Holland interniert Westerbork deportiert 1944 Theresienstadt Auschwitz ermordet 1944                                    | Hohe Loga 34 ·          | 1. Juni 2024   |                       |
| Stolperstein für Alwine Mendels                 | Hier wohnte Alwine Mendels geb. Benjamin Jg. 1906 deportiert 1941 Lodz/Litzmannstadt 1942 Chelmn/Kulmhof ermordet 15. Mai 1942                                           | Hohe Loga 34 ·          | 1. Juni 2024   |                       |
| Stolperstein für Bertha Weinberg geb. Benjamin  | Hier wohnte Bertha Weinberg geb. Benjamin Jg. 1896 Flucht 1938 Holland interniert Westerbork deportiert 1944 Theresienstadt Auschwitz ermordet 7.7.1944                  | Hohe Loga 34 ·          | 1. Juni 2024   |                       |
| Stolperstein für Jacob Weinberg                 | Hier wohnte Jacob Weinberg Jg. 1900 'Schutzhaft' 1938 KZ Sachsenhausen Flucht 1938 Holland interniert Westerbork deportiert 1944 Theresienstadt 1944 Auschwitz ermordet  | Hohe Loga 34 ·          | 1. Juni 2024   |                       |
| Stolperstein für Elfriede Weinberg              | Hier wohnte Elfriede Weinberg Jg. 1933 Flucht 1938 Holland interniert Westerbork deportiert 1944 Theresienstadt Auschwitz ermordet 7.7.1944                              | Hohe Loga 34 ·          | 1. Juni 2024   |                       |